# Пишон, Марсель
Марсель Пишон (фр. Marcel Pichon; 1921 — 1954) — французский ботаник.

## Биография
Марсель Пишон родился в 1921 году.
Занимался изучением растений семейства Кутровые. Внёс значительный вклад в ботанику, описав множество видов растений.
Умер в 1954 году.

## Научная деятельность
Марсель Пишон специализировался на водорослях и на семенных растениях.

## Некоторые публикации
- 1948. Classification des apocynacées. 1. Carissées et ambelaniées.
- 1948. Classification des apocynacées: IX. Rauvolfiées, alstoniées, allamandées et tabernémontanoïdées.
- 1950. Classification des apocynacées. 25. Échitoïdées et supplément aux pluméroïdées.
- 1953. Monographie des landolphiées: Classification des apocynacées, XXXV.